# The Mystery Girl
The Mystery Girl er en amerikansk stumfilm fra 1918 af William C. deMille.

## Medvirkende
- Ethel Clayton - Therese
- Henry Woodward - Thomas K. Barnes
- Clarence Burton - Ugo
- Charles West - Chester Naismith
- Winter Hall - Sebasatian